# Sulfat de tetraamminacoure(II)
El sulfat de tetraamminacoure(II) és un compost inorgànic amb la fórmula [Cu(NH₃)₄(H₂O)n]SO₄. És un sòlid blau fosc metall complex amb olor d'amoníac. Està estretament relacionat amb el reactiu de Schweizer, el qual s'usa per a la producció de fibres de cel·lulosa en la producció del raió. Es fa servir per imprimir teixits, utilitzat com a pesticida i per fer altres compostos de coure com la nano-pols de coure.

## Síntesi
Aquest compost es pot preparar afegint una solució concentrada d'amoníac a una solució aquosa de sulfat de coure seguit de la precipitació del producte amb etanol.
NH₃ + CuSO₄ + nH₂O→ [Cu(NH₃)₄(H₂O)n]SO₄